# Goniopora burgosi
Goniopora burgosi är en korallart som beskrevs av Nemenzo 1955. Goniopora burgosi ingår i släktet Goniopora och familjen Poritidae. IUCN kategoriserar arten globalt som sårbar. Inga underarter finns listade i Catalogue of Life.